# Слово (видання)
- «Слово» — громадсько-політична і літературна газета, орган москвофілів, виходило у Львові у 1861—1887 (до 1872 двічі, згодом тричі на тиждень), з численними додатками («Галичанинъ», «Письмо до Громады» й ін.), друкувалося «язичієм»; ред. Б. Дідицький, з 1871 В. Площанський. Спочатку «С.» (воно тоді появлялося за матеріальною допомогою М. Качковського і митрополита Г. Яхимовича) друкувалося мовою, зближеною до народної, і містило твори українських письменників, але незабаром перейшло на позиції москвофільства, ворожі до українського руху, і виявляло чимраз більше симпатій до Росії, друкувало твори російських письменників; з 1876 було субвенціоноване російським урядом. Відплив передплатників і часті конфіскації газети призвели до закриття «С.». В «С.» друкувалися праці (гол. іст.) А. Петрушевича, Я. Головацького, А. Добрянського, спогади Б. Дідицького. Багатий інформаційний матеріал у «С.» становить цінне джерело для вивчення історії Галичини другої половини 19 ст., зокрема москвофільського руху.

- «Слово» — тижневик, орган УСДРП, виходило у Києві з 11. 5. 1907 до 1909 (105 чч.). «Слово» редагувала колеґія: М. Порш, В. Садовський, С. Петлюра, Я. Міхура; фірмувала О. Королева, з осени 1907 — С. Петлюра. Спершу «С.» дбало насамперед за політичне і соціальне виховання українських робітників і селян, поступово почало приділяти більше уваги українському національному життю. Наклад «С.» бл. 1 000 примірників. Активні співр.: А. Жук, Г. Коваленко, Д. Донцов, А. Ільченко; письм.: С. Черкасенко, Г. Чупринка, Дніпрова Чайка, П. Тенянко та ін.

- «Слово» — орган УСДРП, перше число появилося 25. 10. 1915 у Харкові, у видавництві «Дзвін»; ред. В. Винниченко та Ю. Тищенко; співр. С. Петлюра, В. Садовський. Друге число конфісковано й видавництво припинено.

- «Слово» — тижневик, орган Харківського комітету Укр. Соц.-Дем. Роб. Партії, виходив у Харкові 1918 як продовження «Робітника»; ред. О. Бойко.

- «Слово» — щоденник, виходив у Кам'янці Подільському 1920; ред. Котляренко, співр. П. Багацький і Н. Григоріїв.

- «Слово» — приватне видавниче товариство (на паях) у Києві 1922 — 1926. Об'єднувало письменників, кооператорів і робітників київських друкарень; члени правління: Г. Голоскевич, П. Филипович і С. Титаренко. «С.» видавало переважно твори неокласиків; важливіші вид.: М. Рильського («Синя далечінь», «Крізь бурю й сніг»), Г. Косинки («На золотих богів»), Т. Осьмачки («Круча»), П. Филиповича («Земля і вітер», «Простір»), М. Зерова («Камена», «Нове укр. письменство», «До джерел»), М. Драй-Хмари («Проростень»), А. Міцкевича («Пан Тадеуш» у перекладі М. Рильського) та ін. Вид. «С.» відзначалися дбайливим мист. оформленням.

- «Слово» — слов'янознавчий піврічник Греко-католицької Богословської Академії у Львові (1936 — 1938) за редакцією К. Чеховича; містив серед ін. матеріали з історії й діалектів української мови (К. Чеховича, Є. Грицака й ін.). Вийшло 6 чч.

- «Слово» — тижневик, одна з перших українських газет після другої світової війни, виходила в Реґенсбурзі 1945 — 1946; ред. С. Довгаль.

- «Слово» — двомісячник, орган Української Незалежної Реформованої Церкви в Канаді, виходить у Торонто з 1950; засноване пасторами П. Кратом і С. Бодруґом.

- «Слово» — збірник літератури, мистецтва, критики, від 1962 як неперіодичний орган «Слова» — об'єднання українських письменників (ОУП) у діаспорі (до 1976 року п'ять частин: 1962, 1964, 1968, 1970, 1975).